# بطولة تونس لكرة السلة للرجال 1958–59
بطولة تونس لكرة السلة للرجال 1958–59 هو الموسم رقم 4 من بطولة تونس لكرة السلة للرجال.

فاز بهذا الموسم طلائع تونس.

## روابط خارجية
- الموقع الرسمي للجامعة التونسية لكرة السلة.